# Сен-Жосс-тен-Ноде
Сен-Жосс-тен-Ноде (фр. Saint-Josse-ten-Noode, сокращённо: Saint-Josse), или Синт-Йост-тен-Ноде (нидерл. Sint-Joost-ten-Node) — один из 19 муниципалитетов, из которых состоит Брюссельский столичный регион Бельгии. Офиц. языки — французский (который употребляет свыше 95 % населения) и нидерландский (менее 5 %).

## История
Небольшая брабантская деревня Тен-Ноде (нидерл. Ten Noode) появилась ещё в XIII веке. Из-за малоплодородной песчаной почвы деревню называли на местных германских диалектах Nude, Noede, Nede, что в переводе означает «бедность», «нищета». По мере роста Брюсселя, территория деревни вошла в состав столичного региона на правах муниципалитета со своим горсоветом, так как её население значительно увеличилось за счёт мигрантов, большинство из которых перешло на французский язык. Во второй половине XX века обветшалые здания Сен-Жосса занимали в основном выходцы из стран третьего мира и бывших французских и бельгийских колоний — Конго, Марокко, Турция и проч.

## Население
По оценке на 1 мая 2010 в муниципалитете проживало 27 266 жителей, рост числа жителей вновь возобновился за счёт высокой рождаемости мусульман. Он занимает площадь всего 1,12 км ², являясь самым маленьким из 19 районов столицы, и самым густонаселённым. Свыше 50 % населения коммуны составляют этнические турки, хотя значительная часть их родилась в муниципалитете и хорошо владеют французским языком. Турки широко представлены среди депутатов в местном горсовете.

### Происхождение жителей
| Страна происхождения   | 1979            | 1995           |
| Бельгия                | 12 222 (54,5 %) | 9 231 (42,1 %) |
| Турция                 | 2 304 (10,3 %)  | 3 904 (18,1 %) |
| Марокко                | 2 664 (11,9 %)  | 3 761 (17,5 %) |
| Италия                 | 1 661 (7,4 %)   | 785 (3,6 %)    |
| Испания                | 840 (3,7 %)     | 443 (2,1 %)    |
| Португалия             | -               | 209 (1 %)      |
| ДРК (Конго)            | 198 (0,9 %)     | -              |
| Всего                  | 22 409          | 21 522         |
| Источник: ГКС Бельгии. |                 |                |

## Персоналии
- Балтия, Герман (1863—1938) — бельгийский военный и государственный деятель.
- Ван-дер-Стаппен, Пьер Шарль (1843—1910) — бельгийский скульптор.
- Весмэль, Константин (1798—1872) — бельгийский энтомолог.
- Райфенберг, Фредерик (1795—1850) — бельгийский писатель, историк.
- Андре Ван Хасселт (1806—1874) — бельгийский поэт и прозаик